# Jacques Krynen
Pour les articles homonymes, voir Krynen.
Jacques Krynen, né le 19 septembre 1952, est un historien français du droit.
Il est spécialiste d'histoire du droit et des idées politiques du Moyen Âge et de l'Ancien Régime.

## Biographie
Docteur en droit (1980) et agrégé d'histoire du droit (1981), Professeur à l'Université Toulouse - Capitole jusqu'à sa retraite, il a été membre senior de l'Institut universitaire de France entre 2004 et 2009.
Il a été président de l'Association des historiens des facultés de droit jusqu'en 2014, a présidé le jury d'agrégation des facultés de droit (histoire du droit et des institutions) lors du concours 2013-2014.
Il appartient à l'Académie de législation depuis 1999.

## Principales publications
- Idéal du prince et pouvoir royal en France à la fin du Moyen Âge (1380-1440) : étude de la littérature politique du temps  (préf. Bernard Guenée), Paris, A. et J. Picard, 1981, 341 p. (présentation en ligne), [présentation en ligne].
- L'empire du roi : idées et croyances politiques en France, XIIIe – XVe siècle, Paris, Gallimard, coll. « Bibliothèque des histoires », 1993, 556 p. (ISBN 2-07-073117-0, présentation en ligne), [présentation en ligne].
- Dictionnaire historique des juristes français (XIIe – XXe siècle) avec Patrick Arabeyre, Jean-Louis Halpérin (dir.), Paris, Presses Universitaires de France, « Quadrige », 2007, rééd. 2012.
- L'État de justice, France (XIIIe – XXe siècle), I, L'idéologie de la magistrature ancienne, Paris, Gallimard, « Bibliothèque des histoires », 2009  (ISBN 9782070124978)
- L'État de justice, France (XIIIe – XXe siècle), II, L'emprise contemporaine des juges, Paris, Gallimard, « Bibliothèque des histoires », 2012  (ISBN 9782070124985)
- L'Histoire du droit en France, nouvelles tendances, nouveaux territoires, avec Bernard d'Alteroche (dir.), Paris, Classiques Garnier, 2014
- Le Théâtre juridique : une histoire de la construction du droit, Paris, Gallimard, « Bibliothèque des histoires », 2018  (ISBN 978-2-0728-0508-0)
- Philippe le Bel. La puissance et la grandeur, Gallimard, 2022.

## Prix
- Prix de l'Académie de législation de Toulouse[Lequel ?] 1982
- Premier Prix Gobert 1984 et 1994.
- Prix Guizot-Calvados 1994
- Prix Clio[Lequel ?] 1994 (« ouvrage de l'année »)
- Prix Malesherbes 2009
- Prix Choucri-Cardahi 2019 de l’Académie des sciences morales et politiques[2]
- Prix Histoire 2023 de la Fondation Maison de Bourbon (Fondation de France).